# Fabius Constable
Fabius Constable (Como, 1973) è un arpista e musicista italiano. È direttore e fondatore della Celtic Harp Orchestra.

## Biografia
Comincia ad avvicinarsi alla musica all'età di 4 anni, studiando il pianoforte presso il Conservatorio “G. Verdi” di Milano. Passato all'arpa, studia con arpisti tradizionali quali Myrdhin, J. Harnison e Euron e si reca in Irlanda e in Bretagna per approfondire il repertorio celtico. Nella sua carriera da professionista ha suonato su palcoscenici quali l'Auditorium Parco della Musica di Roma, il Trinity College a Dublino, il Conservatorio di Napoli, il Duomo di Milano, la St. Patrick Parade a Monaco, Villa Erba, Villa Olmo, Villa Balbianello e la Xebio Arena a Sendai, in uno spettacolo trasmesso live in tutto il Giappone.
Nel 2002 fonda la Celtic Harp Orchestra; per le sue iniziative benefiche, riceve la medaglia di rappresentanza dal presidente italiano Giorgio Napolitano, oltre all'encomio personale della first lady giapponese Akie Abe.
Si è esibito in Giappone subito dopo il terremoto del 2011, tenendo 23 concerti nelle prefetture di Iwate, Fukushima e Miyagi. Successivamente ha organizzato numerose iniziative di beneficenza, tra cui un programma di concerti in ospedali, prigioni e rifugi per le popolazioni colpite da calamità. 
Ha collaborato e suonato con artisti quali Andrea Bocelli, Arnoldo Foà, Ron, Carlos Núñez e Tadao Andō, per il quale ha composto e diretto le musiche in occasione della sua lectio magistralis tenuta presso l'Università di Bologna nel 2012.
Nel 2014 ha suonato assieme a Kento Masuda per la cerimonia annuale dell'Associazione dei Cavalieri di San Silvestro in Tivoli, dalla quale è stato insignito del titolo di Cavaliere dell'Ordine di San Silvestro papa.
Il 2 giugno 2019 ha ricevuto il conferimento dell’onorificenza di Cavaliere dell’Ordine "Al Merito della Repubblica Italiana".
Nel corso degli anni ha partecipato a lezioni divulgative nei conservatori e nelle università per promuovere lo studio e il repertorio dell'arpa celtica, come al conservatorio di Tianjin in Cina, la NHK Music Hall aHiroshima, l'università di Madras in India, le università Alma Mater di Bologna, La Sapienza di Roma, Bocconi di Milano, il Conservatorio di Napoli e il Trinity College di Dublino.

## Discografia

### Album in studio
- Celtic World (2003)
- '’Keltic'’ (2004)
- '’Anphisbena'’ (2005)
- '’Best of Celtica, Vol.2'’ (2012)
- '’Best of Celtica, Vol.3' (2012)